# Młyn „Wierzbówka” w Dmosinie Drugim
Młyn „Wierzbówka” w Dmosinie Drugim – młyn nad Mrogą wybudowany w latach 20. XX w.  lub wcześniej, znajdujący się w Dmosinie Drugim, w powiecie brzezińskim, w województwie łódzkim. Obiekt wpisany do gminnej ewidencji zabytków gminy Dmosin.

## Historia miejsca
Młyny wodne w tej lokalizacji istniały od niepamiętnych czasów. W ostatnich latach XIX w. istniał tu młyn drewniany, parterowy, usytuowany w przeważającej części na stałym lądzie i w niewielkiej części na palach nad wodą, poruszany kołem wodnym nasiębiernym. Młyn ten słynął z produkcji kaszy. Został rozebrany następnie zastąpiony, nowym, większym (lecz również parterowym) budynkiem młyna, który po kilku latach został zniszczony przez pożar.

## Obecny młyn
W kilka lub kilkanaście lat po pożarze młyna wybudowano obecnie istniejący młyn (przed I wojną światową lub dopiero w latach 20. XX w.). Jest to budynek murowany z cegły, jednopiętrowy, z dachem dwuspadowym krytym. Był początkowo zasilany turbiną wodną umieszczoną w murowanej turbinowni i wyposażony w 3 pary walców i urządzenia czyszczące. Jego moc przemiałowa w okresie międzywojennym wynosiła 6-8 t zboża na dobę. Również w tym okresie przeszedł pierwszą przebudowę. Był czynny przez prawie cały okres II wojny światowej. W okresie PRL został upaństwowiony. Przez krótki okres był poruszany silnikiem na koks-gaz ssany, a następnie (od 1957 r.) – silnikiem elektrycznym. W latach 50. przeszedł drugą przebudowę. Jego wyposażenie zostało unowocześnione, a liczbę par walców zwiększono do 5. Moc przemiałowa młyna w okresie PRL wynosiła 14-16 t zboża na dobę. W latach 70. Pracował pod zarządem Gminnej Spółdzielni „Samopomoc Chłopska” w Dmosinie. W 2024 r. jest czynny. Stanowi własność prywatną.